# Saif al-Islam Gheddafi
Saif al-Islam Mu'ammar Gheddafi (in arabo سيف الإسلام معمر القذافي‎?, Sayf al-Islām Muʿammar al-Qadhdhāfī; Tripoli, 25 giugno 1972) è un politico libico, secondogenito del leader libico Muʿammar Gheddafi.
Laureato in architettura, fino al 2011 è stato considerato come il più probabile successore alla leadership libica, che contendeva al fratello Mutassim Gheddafi. Allo scoppio della guerra civile libica del 2011 si è schierato con il padre, diventando insieme a Musa Ibrahim, portavoce ufficiale del governo, l'interlocutore privilegiato tra l'ex-governo e la stampa internazionale. Con il radicalizzarsi della guerra civile Saif al-Islam Gheddafi ha acquisito sempre più importanza come riferimento della resistenza ad oltranza contro le milizie del CNT e contro la NATO.
Dal giorno della morte del padre, è considerato il leader della resistenza nazionale della Jamāhīriyya libica al Consiglio nazionale di transizione (CNT). Il suo nome significa "la Spada dell'Islam". Detenuto nel carcere di Zintan fino al 5 luglio 2016, nel luglio 2015 venne condannato alla pena di morte da una corte libica con l'accusa di genocidio. Il 14 novembre 2021 annuncia la sua candidatura alle successive elezioni presidenziali libiche.

## Biografia
Ha studiato presso le università al-Fātaḥ e IMADEC, perfezionandosi all'estero presso la prestigiosa London School of Economics and Political Science, dove ha conseguito un dottorato nel 2008. Si è dichiarato più incline al riformismo rispetto al padre. Parla correntemente inglese e tedesco. Il 2 dicembre 2003, durante una visita a Milano, una sua intervista a Francesco Battistini del Corriere della Sera scatena numerose polemiche: parlando con l'intervistatore, il figlio di Gheddafi giustifica la strage di Nassiriya, definendola un "atto di resistenza" e non di terrorismo. Le sue parole giudicate "inaccettabili" spingono il presidente della Regione Lombardia, Roberto Formigoni, e il sindaco di Milano, Gabriele Albertini, ad annullare tutti gli incontri in agenda con Saif Al Islam Gheddafi. È stato fondatore e presidente della Gaddafi International Foundation for Charity Associations, e ha diretto la rete televisiva al-Lībiya e, più in generale, ha controllato il settore delle telecomunicazioni, ma nel 2009 la sua televisione fu oscurata proprio dal padre, perché il figlio, a suo giudizio, si era dimostrato troppo favorevole alla promulgazione di riforme e alla democrazia.

### A fianco del padre
Il suo impegno politico al fianco del padre, ha indotto all'emanazione un mandato d'arresto da parte di Luis Moreno Ocampo il 16 maggio 2011, procuratore della Corte penale internazionale, con l'accusa di "crimini contro l'umanità", provvedimento confermato il 27 giugno dello stesso anno. Il 21 agosto 2011 il Consiglio nazionale di transizione ha annunciato la sua cattura durante l'occupazione di Tripoli da parte dei ribelli, notizia poi smentita da lui stesso. Alcune fonti riferiscono che il 21 ottobre 2011, giorno dopo la caduta di Sirte, si trovasse nei dintorni di Bani Walid (Beni Walid), in fuga presumibilmente verso sud, attraverso il deserto libico, per riorganizzare la resistenza contro i ribelli.. Saif al-Islam, alla morte del padre, gli è succeduto alla guida della resistenza libica e della cosiddetta "Jamāhīriyya". Secondo l'Agenzia di stampa russa RIA Novosti, Saif al-Islam ha cercato di organizzare i clan tribali, tradizionalmente forti in Libia, per continuare la lotta contro il governo filo-occidentale.
Il 23 ottobre 2011, a mezzo della Tv siriana al-Raʾī (L'opinione), Saif al-Islam ha rivolto al CNT, nello stesso giorno in cui questo dichiarava ufficialmente il controllo del paese e preannunciava che la nuova Costituzione sarà fondata sulla Shari'a, il seguente messaggio: «Io vi dico, andate all'inferno, voi e la NATO dietro di voi. Questo è il nostro Paese, noi ci viviamo, ci moriamo e stiamo continuando a combattere».. Il 28 ottobre 2011 ha ufficialmente smentito le voci secondo cui avesse intenzione di arrendersi alla NATO, dichiarando che avrebbe continuato la lotta contro il CNT. Il 19 novembre 2011 viene annunciato il suo arresto presso il confine tra la Libia e il Niger e il suo trasferimento in aereo presso il carcere di Zintan. In un messaggio videotrasmesso il 22 novembre 2011, Gheddafi metteva in guardia contro Abd al-Hakim Balhaj, il Presidente del Consiglio Militare di Tripoli.
Il suo avvocato nel luglio 2012 ha dichiarato la mancata tutela dei diritti del figlio dell'ex leader libico: «I diritti del mio cliente Saif Al-Islam Gheddafi sono stati irrimediabilmente compromessi nel corso della mia visita a Zintan – ha detto Taylor – Fra l’altro le autorità libiche hanno deliberatamente indotto in errore la difesa riguardo alla sorveglianza dei colloqui. Hanno anche confiscato documenti coperti dal segreto professionale e tutelati dalla Corte penale internazionale».
Nonostante la richiesta della Corte penale internazionale di processarlo per crimini contro l'umanità e violenze contro le proteste, le milizie che lo avevano catturato si oppongono e il processo prende il via nell'aprile 2014. Il 28 luglio 2015 viene condannato alla pena di morte dal tribunale di Tripoli con l'accusa di genocidio; il verdetto viene reso in contumacia perché è detenuto da un ex gruppo di ribelli nella regione di Zintan che si oppone al governo di Tripoli, non riconosciuto dalle potenze mondiali e difatti il governo riconosciuto di Tobruk non riconosce la sentenza.

### L'amnistia
Il 5 luglio 2016, giorno di fine del Ramadan, Saif è stato scarcerato dal governo di Zintan, in forza di un'amnistia varata nel 2015 dal governo di Tobruch e vive ora da uomo libero in una località segreta libica, forse sul confine con l'Egitto. All'11 giugno 2017 risultava essere libero e fonti libiche di Tobruch sostengono che si troverebbe nella città di Beida nell'est della Libia vicino a Bengasi con la regia del potente generale Haftar; sarebbe stato rilasciato dal battaglione Abu Bakr al-Siddiq su richiesta del governo ad interim di Al-Thani che si è spostato proprio a Beida. Sia questo esecutivo che il Parlamento di Tobruch sostengono Haftar e puntano a una riconciliazione con i settori gheddafiani libici mentre il governo del premier Al-Sarraj insediatosi a Tripoli si è opposto alla concessione dell'amnistia ai familiari di Gheddafi.
Dopo mesi di assenza totale, durante i quali nessuno sapeva esattamente dove si trovava l'ufficiale Alejami Alatari, a capo del battaglione Abu Bakr al-Siddiq a cui la Corte penale internazionale aveva rivolto l'ordine di consegna, ha confermato che “Saif al-Islam è stato rilasciato per effetto dell’amnistia emessa dall’autorità legislativa più alta del Paese e riconosciuta a livello internazionale, ha lasciato la città di Zintan, ma ritengo che abbia deciso di non apparire in pubblico sia per via dell’ingiusta decisione politica del Consiglio di Sicurezza e della Corte penale internazionale, sia perché essendo insidiato dalle milizie non vuole che queste prendano il controllo della situazione."  Il 21 dicembre 2017, l’avvocato inglese Karim A. Khan ha indirizzato, su istruzione di Saif, una querela alla redazione del Telegraph per calunnia e diffamazione, in particolare sotto inchiesta due articoli riguardanti un'abitazione di lusso sita in Winningtone Close 2, a Londra, di cui in realtà il delfino libico non sarebbe nemmeno a conoscenza; articoli rimossi il 9 gennaio 2018.

### Il ritorno in politica
In un'intervista del luglio 2021 al magazine del  New York Times, la sua prima intervista con i media occidentali in dieci anni, Gheddafi ha attaccato i politici libici per il loro governo a partire dalla prima guerra civile libica del 2011, descrivendoli come "violentatori del paese" e che "è tempo di tornare a chi ha saputo lavorare per la Libia". E ancora: "Oggi non ci sono soldi, non c'è sicurezza, non c'è vita. Non c'è benzina, mentre noi esportiamo petrolio e gas in Italia: diamo la luce a metà dell'Italia ma noi abbiamo blackout continui. È più di un fallimento, è un disastro totale".  Gheddafi ha lasciato intendere che si candiderà alla presidenza. Commentando la sua assenza di anni dalla vita pubblica, ha detto: "Devi tornare lentamente, lentamente. Come uno spogliarello. Devi giocare un po' con le loro menti".
Sempre nell'intervista del New York Times del luglio 2021, Saif ha difeso l'eredità del padre. Saif ha detto del Libro verde di suo padre: "Non era pazzo, parlava di cose che tutti stanno ora riconoscendo". Ha anche affermato che molte idee che guadagnano popolarità in Occidente, come frequenti referendum pubblici, programmi di proprietà azionaria dei dipendenti e i pericoli della boxe e del wrestling, hanno fatto eco alle parole del libro di suo padre.
Bocciato dalla commissione elettorale, verrà poi riammesso come candidato alle presidenziali del 24 dicembre, poi rinviate, dopo aver vinto un ricorso al tribunale di Sebha e dopo che per diversi giorni i militari del generale Haftar, anch’egli candidato, avevano impedito ai giudici di riunirsi.

## Vita privata
Nel 2006, il quotidiano tedesco Der Spiegel e il quotidiano spagnolo La Voz de Galicia hanno riferito che Saif al-Islam era romanticamente legato a Orly Weinerman, un'attrice e modella israeliana, dal 2005 al 2011. All'epoca, Weinerman ha pubblicamente negato di avere avuto alcun contatto con Saif al-Islam, ma in seguito lo ha ammesso e nel settembre 2012 ha chiesto all'ex primo ministro britannico Tony Blair di intervenire nel suo processo per risparmiargli la vita.